# Manuchehr Jamali
Manuchehr Jamali (* 7. Januar 1929 in Aran bei Kaschan, Iran; † 5. Juli 2012 in Málaga, Spanien) war ein iranischer Philosoph und Schriftsteller, der in den USA im Exil lebte. Er war am bekanntesten für seine Analysen des Schāhnāme von Firdausi und für seine Forschung über die altiranische Mythologie. Burgwinkel hat eine zusammenfassende Übersicht über Inhalte und Werke verfasst.

## Deutschsprachige Werke
- Das Denken beginnt mit dem Lachen: die unsterbliche Kultur des Iran, Co-Autor Gita Yegane Arani-May, Kurmali Press 2009